# Ammerån
Ammerån är en skogsälv i nordöstra Jämtland, Strömsunds och Ragunda kommuner, känd för sitt fiskevatten. Den egentliga Ammerån är omkring 70 kilometer lång och rinner från Hammerdalssjön (302 m ö.h.) till Indalsälven, där den löper ut nära byn Ammer. För området kring älven har det inrättas ett naturreservat
Ammeråns två huvudkällflöden är Storån och Öjån, varav Storån räknas som huvudflod. Båda mynnar i Hammerdalssjön. Räknat från Storåns källa är Ammeråns längd totalt 199 kilometer. Det finns få andra biflöden, men bland dessa kan nämnas Halån, Borgan, Målån och Färsån. Ammeråns totala avrinningsområde är 3 098 km².
Ammerån har varit aktuell för vattenkraftsutbyggnad, men protesterna blev stora. Ammerån är numera istället skyddad mot vattenkraftsutbyggnad. Den del av ån som börjar vid Solbergsvattnet strax nedanför Edeforsen och fortsätter sex mil nedströms är sedan 2003 ett naturreservat.
Den största orten inom Ammeråns avrinningsområde är Hammerdal. Längs Ammerån går turistvägen Ammeråstigen.

## Etymologi
Namnet, som 1645 skrevs Ambran Fluvius, är dunkelt. Att döma av bynamnet Ammer i Ragunda socken vid åns utmynning i Indalsälven är namnet ursprungligen ett femininum, Ambra. Bynamnet är tydligen en  böjningsform av ånamnet. Det skrevs 1378 (in) Ambro.